# Les Cupples

a Compétitions nationales et continentales officielles uniquement.

b Matchs officiels uniquement.
Dernière mise à jour le 8/02/2017.
Leslie (Les) Frank Cupples, né le 8 février 1898 à Otautau (Nouvelle-Zélande) et mort le 10 août 1972 à Hamilton (Nouvelle-Zélande), est un joueur de rugby à XV qui a joué avec l'équipe de Nouvelle-Zélande. Il évoluait au poste de troisième ligne aile (1,91 m pour 89 kg). 

## Carrière
Il a disputé son premier test match avec l'équipe de Nouvelle-Zélande le 1er novembre 1924, à l’occasion d’un match contre l'équipe d'Irlande. Il disputa son dernier test match contre  l'équipe du Pays de Galles le 29 novembre 1924. 

## Palmarès
- Nombre de test matchs avec les Blacks :  2
- Nombre total de matchs avec les Blacks : 27